# سیارک ۱۷۸۰۱
سیارک ۱۷۸۰۱ (به انگلیسی: 17801 Zelkowitz، نامگذاری:1998FH69) هفده هزار و هشتصد و یکمین سیارک کشف شده‌است که در ۲۰ مارس ۱۹۹۸ کشف شد.
قدر مطلق سیارک برابر ۱۷.۸ است.